# Maximilian von Rodakowski

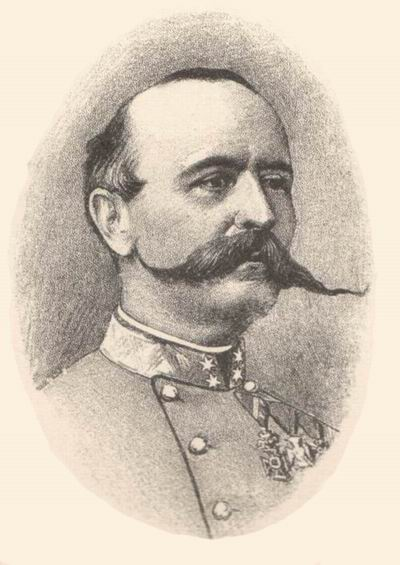
Maximilian Ritter von Rodakowski

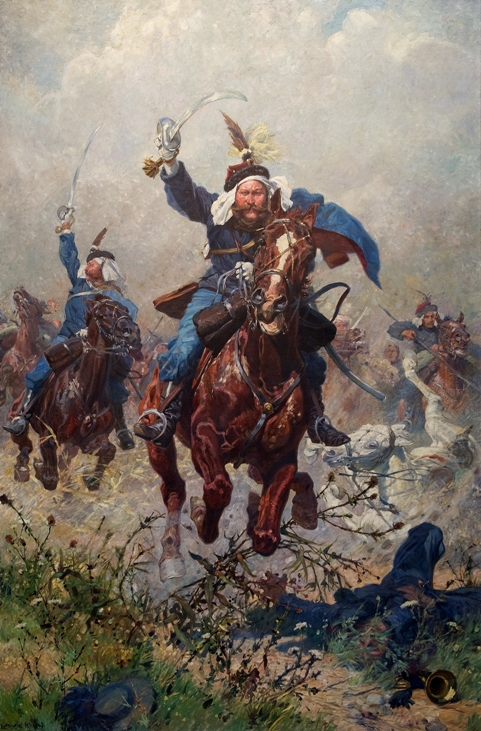
Rodakowski in der Schlacht bei Custozza. (Gemälde von Ludwig Koch, 1908. Öl auf Leinwand, Heeresgeschichtliches Museum Wien)

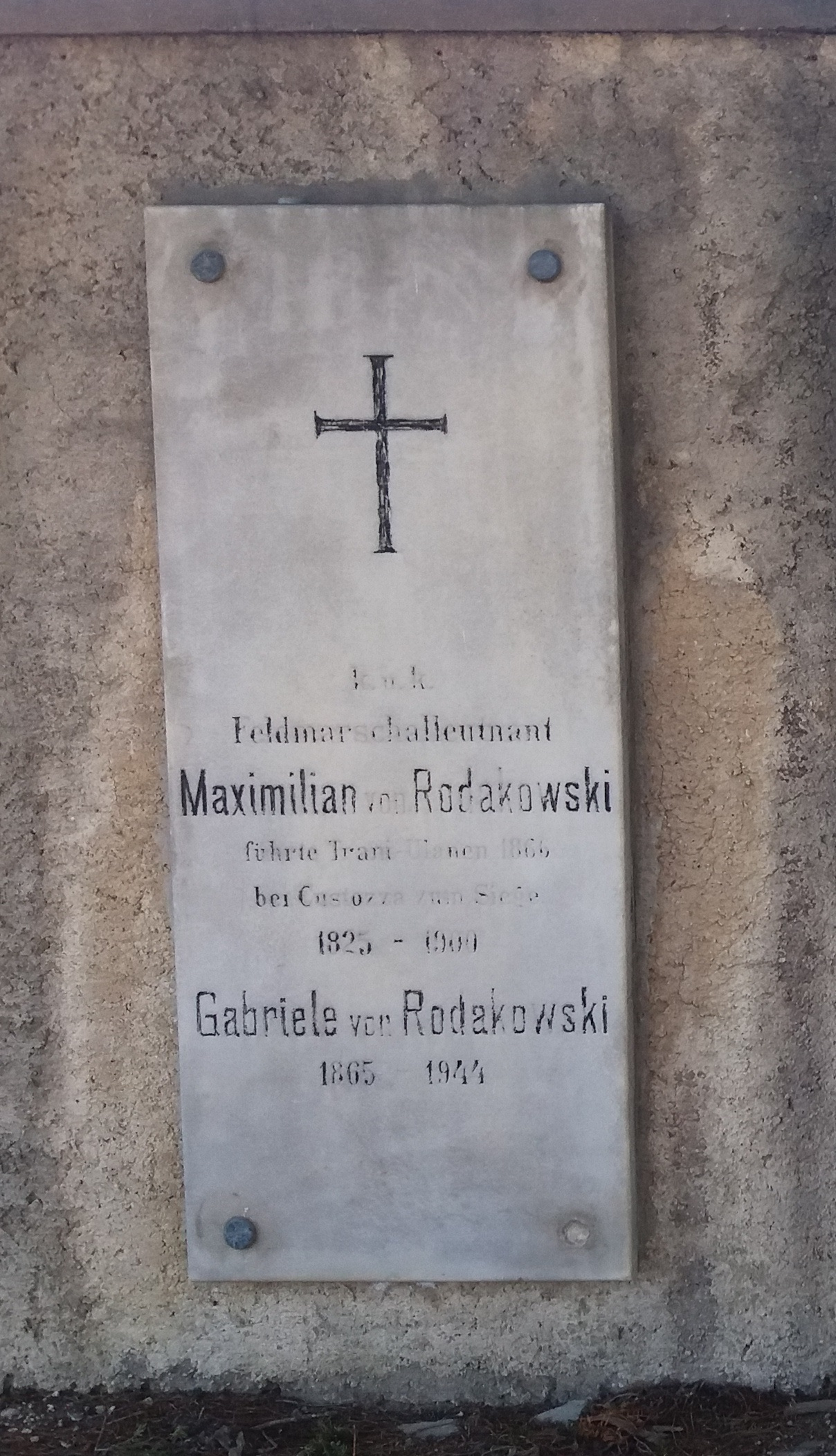
Grabstätte auf dem Friedhof der Theresianischen Militärakademie

Maximilian Ritter von Rodakowski (* 9. April 1825 in Lemberg; † 12. Dezember 1900 in Graz) war ein österreichischer Offizier.

## Leben
Maximilian von Rodakowski war ein Sohn des Lemberger Juristen Paul Ritter von Rodakowski (* um 1791, † 1851). Seine Brüder waren der Kunstmaler Heinrich von Rodakowski (1823–1894) und der der spätere General der Kavallerie und k.u.k. Geheime Rat Josef von Rodakowski (1830–1912). 
Maximilian von Rodakowski trat im Jahre 1836 in die k.k. Ingenieurs-Akademie ein und wurde 1843 als Kadett zum Ulanenregiment Nr. 4 ausgemustert. 1844 wurde er zum Leutnant, 1847 zum Oberleutnant befördert. Er nahm am Italienfeldzug der Jahre 1848/49 teil und war an der Schlacht von Sommacampagna und an der Schlacht bei Custozza von 1848 beteiligt. 1849 nahm er am Feldzug gegen das aufständische Ungarn teil.
Im Jahr 1857 quittierte er den Dienst, wurde aber im Jahr darauf beim Ulanenregiment Nr. 8 eingeteilt. 1859 wurde er zum Major, 1862 zum Oberstleutnant befördert und zum Ulanenregiment Nr. 13 versetzt, die auf Grund des Regimentsinhabers der Jahre 1861 bis 1866, Graf Ludwig Trani, Prinz beider Sizilien, auch „Trani-Ulanen“ genannt wurden. 1866 wurde er zum Oberst befördert und wurde Regimentskommandant der Trani-Ulanen.
Berühmt wurde von Rodakowski in der Schlacht bei Custozza am 24. Juni 1866 dadurch, dass er an der Spitze seines Regiments bei Villafranca di Verona mehrere kühne Attacken gegen feindliche Infanterie-Karrees und Reiterei ritt, wobei sein Regiment allerdings empfindliche Verluste erlitt. 1908 präsentierte der Genremaler Ludwig Koch ein 347 × 244 cm großes Bild, das von Rodakowski in dieser Schlacht von vorne mit entschlossener Miene, in gestrecktem Galopp und mit gezogenem, hoch erhobenem Kavalleriesäbel auf den Betrachter zureitend zeigt. Das Monumentalgemälde trug erheblich zu Rodakowskis Nachruhm bei und befindet sich heute im Wiener Heeresgeschichtlichen Museum.
Im Jahr 1871 wurde von Rodakowski Kommandant einer Kavallerie-Brigade, 1873 wurde er zum Generalmajor befördert und 1876 als titularisierter Feldmarschallleutnant in den Ruhestand versetzt. Er wurde zunächst auf dem St.-Leonhard-Friedhof in Graz beigesetzt und später auf den Friedhof der Theresianischen Militärakademie in Wiener Neustadt überführt.
Einer der Ausmusterungsjahrgänge der Theresianischen Militärakademie hat Rodakowski zu seinem Namenspatron erwählt, er musterte 1989 aus.